# Apocephalus pilatus
Apocephalus pilatus är en tvåvingeart som beskrevs 1996 av Brian V. Brown. Arten ingår i släktet Apocephalus och familjen puckelflugor. Artens är endemisk för Dominikanska republiken.